# Fokker F.IV
Fokker F.IV là một loại máy bay chở khách của Hà Lan đầu thập niên 1920.

## Tính năng kỹ chiến thuật

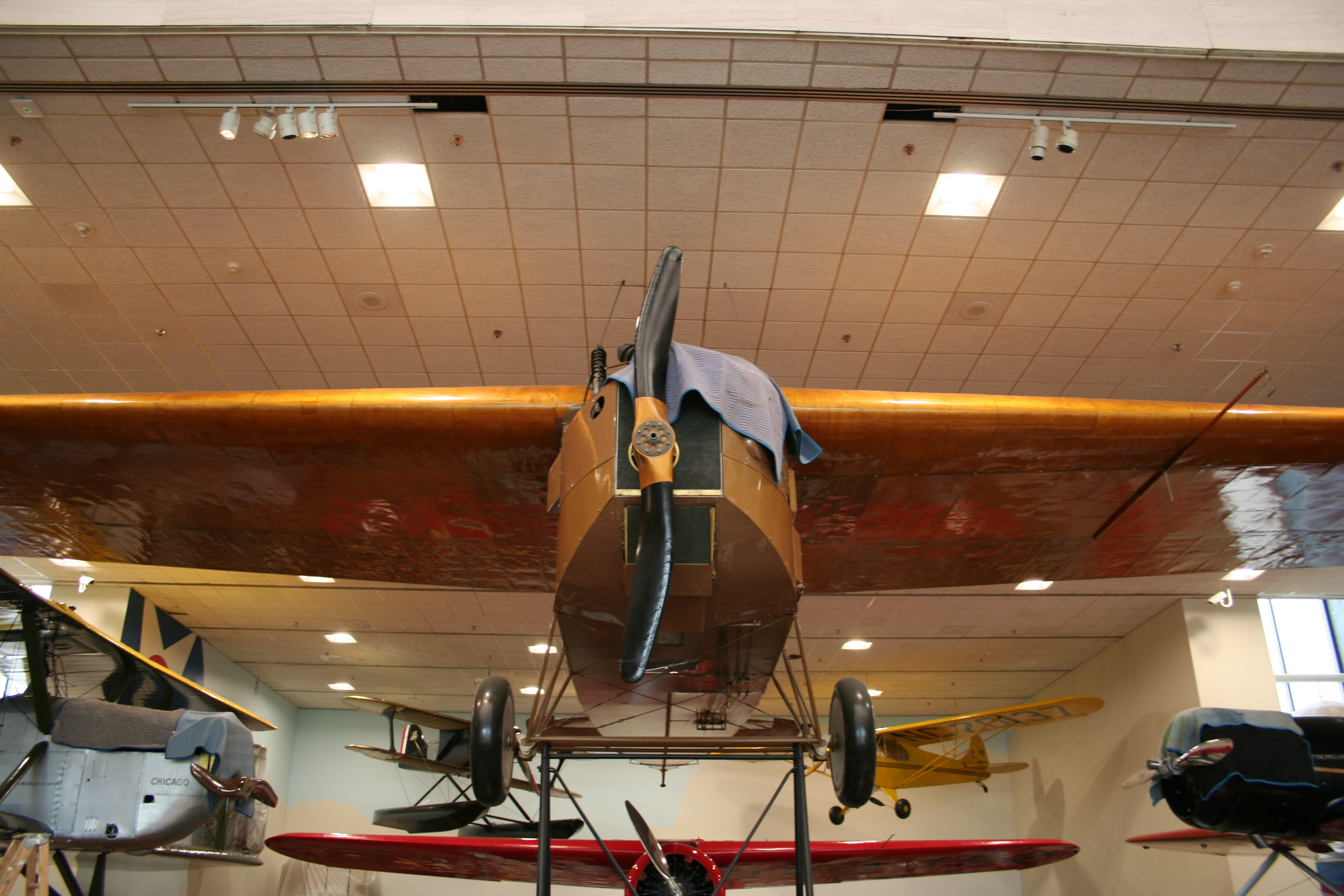
Fokker T-2 trưng bày tại Washington, D.C.

Đặc điểm tổng quát
- Kíp lái: 1
- Sức chứa: 12 hành khách
- Chiều dài: 15.00 m (49 ft 3 in)
- Sải cánh: 24.80 m (81 ft 4 in)
- Chiều cao: 3.34 m (11 ft 0 in)
- Diện tích cánh: 34.6 m2 (372 ft2)
- Trọng lượng rỗng: 2.250 kg (4.960 lb)
- Trọng lượng có tải: 3.460 kg (7.630 lb)
- Powerplant: 1 × Liberty L12, 298 kW (400 hp)

Hiệu suất bay
- Vận tốc cực đại: 150 km/h (93 mph)
- Tầm bay: 4.100 km (2.550 dặm)
- Trần bay: 3.200 m (10.500 ft)